# Games People Play (série télévisée)
Pour les articles homonymes, voir Games People Play.
Games People Play est une série télévisée américaine en vingt épisodes de 40 minutes créée d'après le roman Games Divas Play de l'écrivaine Angela Burt-Murray qui est diffusée entre le 23 avril 2019 et le 21 décembre 2021 sur la chaîne BET.
En France, cette série est diffusée depuis le 25 avril 2019 sur BET France. Elle reste inédite dans les autres pays francophones.

## Synopsis
La série se déroule dans le monde du sport professionnel où chacun joue pour gagner. La série suit alors trois femmes ambitieuses Nia, une journaliste, Vanessa, une mère au foyer désespérée et Laila, une jeune femme prête à tout pour atteindre le sommet. Dans cette lutte impitoyable pour le succès, un meurtre se produit. Qui est alors le coupable ?

## Distribution

### Acteurs principaux
- Lauren London : Vanessa King (principale saison 1, récurrente depuis la saison 2)
- Sarunas J. Jackson : Marques King
- Karen Obilom : Nia Bullock
- Parker McKenna Posey : Laila James
- Jackie Long : Kareem Johnson
- Kendall Kyndall : Marquis « MJ » Jackson (principal depuis la saison 2, récurrent saison 1)
- Karrueche Tran : Eden Lazlo (principale depuis la saison 2)

### Acteurs récurrents
- Kevin Jackson : Jamal Jerome
- Barry Brewer : Eric Rowland
- Monti Washington : Terrence Abrams
- Gail Bean : Quanisha
- Phillip G. Carlson : Detective Anderson Loomis
- Ismeli Henriquez : Kalinda Walters
- Shaun Robinson (en) : Kristen Kensington
- Rachel Leyco : Susie Q / Natasha
- Morgan Walsh : Ginger Gates
- Vanessa Simmons : Jackie Herman
- Delvon Roe (en) : Dante Herman
- Ryan Paevey : Bryce Daniels
- Tracy Melchior (en) : Roxanne

## Production
Le 17 avril 2018, il a été annoncé que BET avait commandé la série pour une première saison composée de dix épisodes. Tracey Edmonds, Angela Burt-Murray et Vanessa Middleton, qui étaient à l'origine des producteurs exécutifs, deviennent aussi les showrunners de la série. La société Edmonds Entertainment produit la série,. Le 6 décembre 2018, il a été a annoncé que Vanessa Middleton écrirait l'épisode pilote de la série et serait co-showrunner aux côtés de Kim Newton, qui sera également productrice exécutive. Le 31 janvier 2019, il a été annoncé que la série avait été renommée Games People Play. Le 1er avril 2019, il a été annoncé que le premier épisode de la série serait diffusé le 23 avril 2019.
Le 6 décembre 2018, il a été annoncé que Lauren London, Parker McKenna Posey et Karen Obilom ont obtenu le rôle principal. Le 31 janvier 2019, Sarunas J. Jackson et Jackie Long rejoignent la distribution principale tandis que Barry Brewer et Kendall Kyndall rejoignent la distribution récurrente.
Le tournage de la première saison a commencé le 29 novembre 2018 à Los Angeles en Californie.
Le 13 novembre 2019, la série a été renouvelée pour une seconde saison.

### Fiche technique
- Titre original : Games People Play
- Création : Angela Burt-Murray, d'après le roman Games Divas Play
- Réalisation : Janice Cooke (en), Michael Grossman, Rob Morrow
- Scénario : Meagan Daine, Stephen Godchaux, Vanessa Middleton (en)
- Direction artistique : Clarence Major, Hilda Stark
- Costumes : Demetricus Holloway, Taylor Moten, Tara G. Meyer, Rachel Pollen, Briana Heavener, Monavie Tutop, Heather Karasek
- Photographie : Frank Perl
- Montage : Kurt Courtland, Jennifer Hatton, Heidi Scharfe, Travis Harrison
- Casting : Andrea Reed
- Production : Terra Abroms, Brandon Edmonds, Rosalind Y. Jackson, Carrie Morrow
- Production exécutive : Angela Burt-Murray (en), Tracey Edmonds (en), Stephen Godchaux, Vanessa Middleton (en), Kim Newton
- Société de production : Edmonds Entertainment, STX Entertainment
- Pays d'origine :  États-Unis
- Langue originale : Anglais
- Format : Couleur
- Genre : Drame
- Durée : 40 minutes

 Sauf indication contraire, les informations mentionnées dans cette section peuvent être confirmées par la base de données cinématographiques IMDb,  présente dans la section « Liens externes ».

## Épisodes

### Première saison (2019)
Elle a été diffusée du 23 avril au 25 juin 2019 sur BET.
1. Pilot
2. Lover's Moon
3. The Drink of Kings
4. The Wrath of Grapes
5. To Live and Lie in L.A.
6. Reversal of Fortune
7. Persons of Interests
8. A Wing and a Prayer
9. The B' is Back
10. The Way You Save

### Deuxième saison (2021)
Note : Pour les informations de renouvellement voir la section Production.
Elle est diffusée depuis le 19 octobre 2021.
1. I Saw What You Did
2. Gone Girl
3. Love and Basketball
4. Lost and Found
5. All In
6. The Game Catches Everyone
7. There's No Place Like Home
8. Undercover Brother
9. Truth and Consequences
10. The Greater Good